# Comtat de Norfolk (Massachusetts)
Norfolk (AFI /ˈnɔrfək/) és un comtat a l'estat de Massachusetts (Estats Units) amb uns 725.981 habitants al cens del 2020. La seva seu de comtat és Dedham. El comtat va rebre el nom del comtat anglès del mateix nom. Dos towns, Cohasset i Brookline, són exclavaments. El comtat de Norfolk està inclòs a l'àrea estadística metropolitana de Boston - Cambridge - Newton, MA - NH. Norfolk és el 24è comtat amb més ingressos dels Estats Units, i el 1r de Massachusetts amb una renda familiar mitjana de 107.361 dòlars.

## Geografia
Segons l'Oficina del Cens el comtat té una superfície de 444 milles quadrades (1,150 km2) de les quals 396 milles quadrades (1,030 km2) son terra ferma i 48 milles quadrades (120 km2), un 11%n son cobertes per les aigües. És el tercer comtat més petit de Massachusetts pel que fa a la superfície. El comtat no és completament contigu; els towns de Brookline i Cohasset formen part del comtat de Norfolk, però estan separats de la major part del comtat de Norfolk (i entre si) per l'aigua o altres comtats. A l'hora de crear eel comtat, Hingham i Hull havien de formar-ne part, però s'uniren al comtat de Plymouth, deixant Cohasset com l'exclavament inicial del comtat de Norfolk i un enclavament dins el comtat de Plymouth. Brookline es va convertir en el segon enclavament del comtat de Norfolk el 1873 quan el town veí de West Roxbury fou annexat a Boston (deixant així el comtat de Norfolk unir-se al comtat de Suffolk) i Brookline es negà a ser annexat a Boston després del debat d'annexió Brookline-Boston del 1873.

### Comtats adjacents
- Comtat de Middlesex (nord-oest)
- Comtat de Suffolk (nord)
- Comtat de Plymouth (sud-est)
- Comtat de Bristol (sud)
- Comtat de Providence, Rhode Island (sud-oest)
- Comtat de Worcester (oest)

## Entitats de població
Ciutats
- Braintree
- Franklin
- Quincy (ciutat més poblada)
- Randolph
- Weymouth

Towns
- Avon
- Bellingham
- Brookline
- Canton
- Cohasset

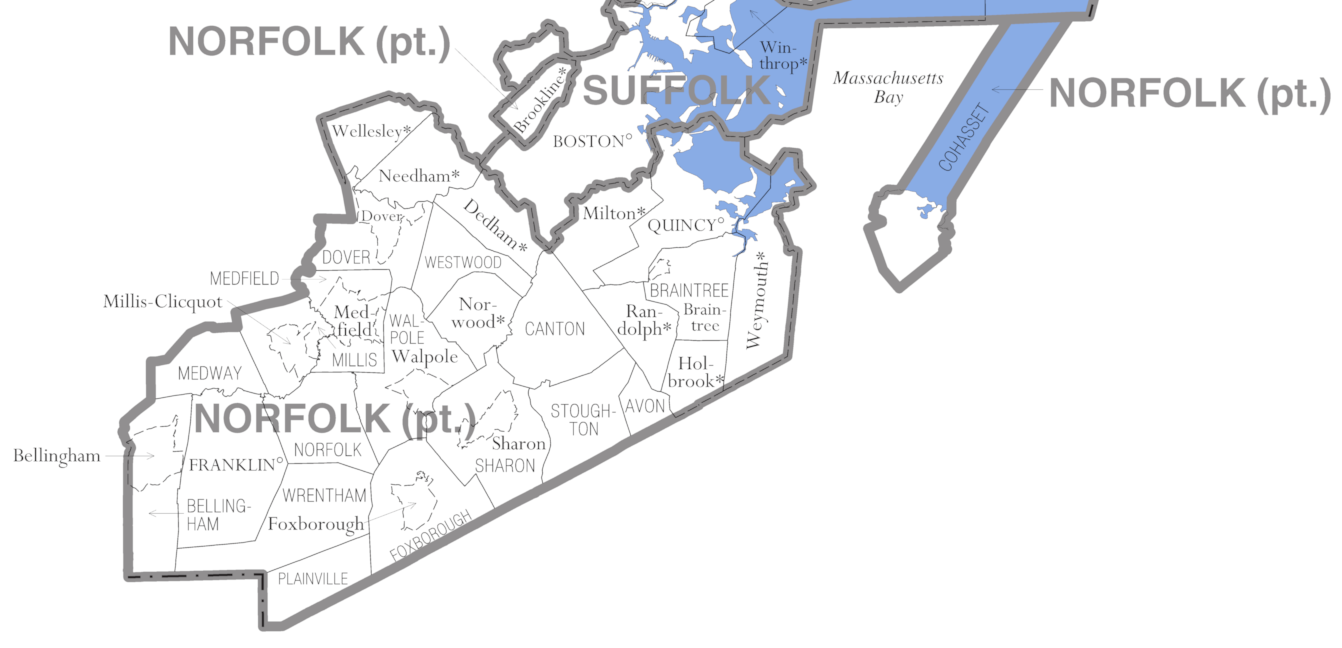
Mapa del comtat de Norfolk, representant ciutats, towns, àrees designades pel cens i zones oceàniques

- Dedham (seu tradicional del comtat)
- Dover
- Foxborough
- Holbrook
- Medfield
- Medway
- Millis
- Milton
- Needham
- Norfolk
- Norwood
- Plainville
- Sharon
- Stoughton
- Walpole
- Wellesley
- Westwood
- Wrentham

Nota:West Roxbury (annexat a Boston el 1874), Roxbury (annexat a Boston el 1868), Dorchester (fundat el 1630, annexionat a Boston el 1870), Hyde Park (incorporat el 1868 des de Dorchester, Milton i Dedham, annexionat a Boston el 1912), i Hingham i Hull formaven originalment part del comtat de Norfolk quan el comtat es va incorporar el 1793. A partir de l'agost de 2012, el districte 2 de Hingham passa a formar part del quart districte de Norfolk.
Llocs designats pel cens
- Bellingham
- Dover
- Foxborough
- Medfield
- Millis-Clicquot
- Sharon
- Walpole

## Demografia

### Cens del 2000
Al cens del 2000 al comtat hi havia 650.308 persones, 248.827 llars i 165.967 famílies. La densitat de població era de 1,628 habitants per milla quadrada (629/km2). Hi havia 255.154 habitatges amb una densitat mitjana de 639 per milles quadrades (247/km2). El perfil racial del comtat era: d'un 89,02% de blancs o europeus americans, un 3,18% de negres o afroamericans, un 0,13% de nadius americans, un 5,50% d'asiàtics, un 0,02% d'illencs del Pacífic, un 0,78% d'altres races i un 1,37% de dues o més races. Un 1,84%. eren hispans o llatins de qualsevol raça. Segons el cens del 2000 el 28,6% eren irlandesos, el 13,4% italians, el 7,7% anglesos i el 5,0% descendents d'ascendència de colons . El 85,7% només parlava anglès a casa, mentre que el 2,3% parlava xinès en qualsevol dialecte, el 2,0% castellà, l'1,0% italià i l'1,0% francès a casa.
Dels 248.827 habitatges, en el 31,20% hi vivien menors de 18 anys, el 54,20% eren parelles casades vivint plegades, el 9,50% tenien una dona cap de família sense marit present i el 33,30% no eren famílies. El 26,80% de les llars eren ocupades per una sola persona i el 10,80% eren ocupades per només una persona de 65 anys o més. De mitjana a les llars hi vivien 2,54 persones augmentant a 3,14 en el cas d'habitatges ocupats per famílies.
La distribució per edat era del 23,40% menors de 18 anys, del 7,00% de 18 a 24 anys, del 31,60% de 25 a 44 anys, del 23,50% de 45 a 64 anys i del 14,40% majors de 65 anys. L'edat mitjana era de 38 anys. Per cada 100 dones, hi havia 91,40 homes. Per cada 100 dones de 18 anys o més, hi havia 87,60 homes.
La renda familiar mitjana era de 63.432 dòlars i la renda familiar mitjana era de 77.847 dòlars (aquestes xifres havien augmentat a 77.294 dòlars i 95.243 dòlars respectivament segons una estimació del 2007). Els homes tenien una renda mediana de 51.301 dòlars enfront dels 37.108 dòlars de la de les dones. La renda per capita del comtat era de 32.484 dòlars. Aproximadament el 2,90% de les famílies i el 4,60% de la població estaven per sota del llindar de pobresa, incloent-hi el 4,40% dels menors de 18 anys i el 5,70% dels majors de 65 anys.

### Cens del 2010
En el cens del 2010 al comtat hi havia 670.850 persones, 257.914 llars i 168.903 famílies. La densitat de població era de  1,693.6 habitants per milla quadrada (653.9/km2). Hi havia 270.359 habitatges amb una densitat mitjana de 682.5 per milles quadrades (263.5/km2). El perfil racial del comtat era d'un 82,3% de blancs, un 8,6% asiàtic, un 5,7% negre o afroamericà, del 0,2% d'amerindis, un 1,3% d'altres races i un 1,9% de dues o més races. Els d'origen hispà o llatí constituïen el 3,3% de la població. Els grups d'ascendència més grans van ser:
Dels 257.914 habitages. En el 32,2% de les llars hi vivien menors de 18 anys, el 52,0% eren parelles casades vivint plegades, el 10,1% tenien una dona cap de família sense marit present, el 34,5% no eren famílies i el 27,6% de les llars eren ocupades per una sola persona. De mitjana a les llars hi vivien 2,53 persones augmentant a 3,15 en el cas d'habitatges ocupats per famílies. L'edat mediana era de 40,7 anys.
La renda mediana per llar al comtat era de 81.027 dòlars i la renda familiar mediana era de 101.870 dòlars. Els homes tenien una renda mediana de 68.070 dòlars enfront dels 51.870 dòlars de la de les dones. La renda per capita del comtat era de 42.371 dòlars. Un 4,1% de les famílies i el 6,2% de la població estaven per sota del llindar de pobresa, entre aquests el 6,3% dels menors de 18 anys i el 6,9% dels majors de 65 anys.

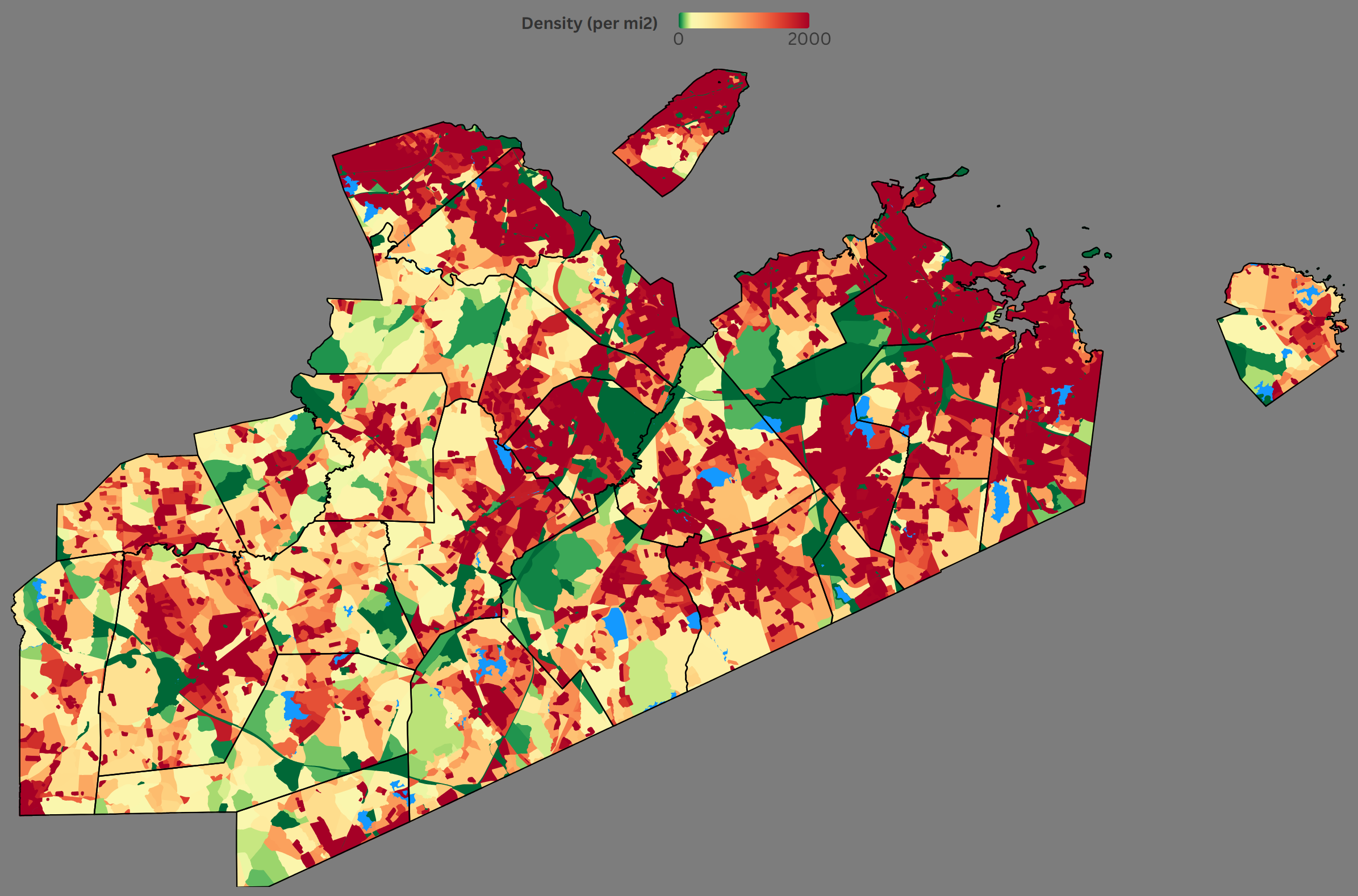
Densitat de població del comtat de Norfolk per bloc censal (2020)

### Ingressos
La classificació de les comunitats no incorporades que s'inclouen a la llista reflecteix si les ubicacions i els pobles designats pel cens s'han inclòs com a ciutats o pobles. Les dades provenen de les estimacions quinquennals de l'American Community Survey del 2007–2011.
| Pos. | Localitat             | Tipus     | Ingrès per capita | Ingressos medians per llar | Ingressos familiars medians | Habitants   | Número de llars |
| ---- | --------------------- | --------- | ----------------- | -------------------------- | --------------------------- | ----------- | --------------- |
|      | Dover                 | CDP       | $91.039           | $183.125                   | $212.125                    | 2.322       | 725             |
| 1    | Dover                 | Town      | $82.800           | $184.646                   | $200.735                    | 5.564       | 1.765           |
| 2    | Wellesley             | Town      | $65.394           | $145.208                   | $175.156                    | 27.818      | 8.553           |
| 3    | Brookline             | Town      | $63.964           | $97.250                    | $142.180                    | 58.371      | 24.891          |
| 4    | Needham               | Town      | $60.972           | $121.080                   | $160.455                    | 28.786      | 10.350          |
| 5    | Cohasset              | Town      | $59.891           | $117.831                   | $147.222                    | 7.483       | 2.706           |
| 6    | Westwood              | Town      | $59.422           | $120.078                   | $151.976                    | 14.508      | 5.172           |
| 7    | Medfield              | Town      | $56.905           | $128.446                   | $139.247                    | 12.004      | 4.011           |
|      | Chestnut Hill (02467) | ZCTA      | $55.947           | $114.140                   | $151.375                    | 21.952      | 6.237           |
| 8    | Sharon                | Town      | $53.687           | $121.265                   | $142.463                    | 17.538      | 6.268           |
|      | Medfield              | CDP       | $47.660           | $107.386                   | $127.632                    | 6.394       | 2.357           |
| 9    | Wrentham              | Town      | $47.119           | $100.938                   | $119.188                    | 10.879      | 3.978           |
|      | Sharon                | CDP       | $46.079           | $102.521                   | $124.405                    | 5.532       | 2.007           |
| 10   | Canton                | Town      | $45.991           | $90.951                    | $111.770                    | 21.408      | 8.460           |
| 11   | Milton                | Town      | $44.718           | $104.713                   | $129.234                    | 26.828      | 8.956           |
| 12   | Medway                | Town      | $44.472           | $106.058                   | $119.864                    | 12.670      | 4.433           |
| 13   | Walpole               | Town      | $43.983           | $90.763                    | $109.035                    | 23.862      | 8.626           |
|      | Comtat de Norfolk     | Comtat    | $43.685           | $83.733                    | $106.309                    | 666.426     | 255.944         |
| 14   | Norfolk               | Town      | $42.452           | $118.809                   | $132.250                    | 11.151      | 3.125           |
| 15   | Foxborough            | Town      | $42.236           | $92.370                    | $108.209                    | 16.734      | 6.470           |
|      | Walpole               | CDP       | $41.820           | $89.327                    | $99.808                     | 6.119       | 2.522           |
| 16   | Dedham                | Town      | $41.143           | $83.364                    | $105.586                    | 24.521      | 9.528           |
|      | Millis-Clicquot       | CDP       | $39.884           | $82.798                    | $103.750                    | 4.370       | 1.831           |
| 17   | Millis                | Town      | $39.344           | $90.360                    | $99.976                     | 7.852       | 3.043           |
| 18   | Franklin              | Ciutat    | $39.043           | $92.066                    | $109.602                    | 31.317      | 10.866          |
| 19   | Braintree             | Ciutat    | $37.317           | $83.710                    | $97.262                     | 35.409      | 13.267          |
| 20   | Plainville            | Town      | $36.802           | $81.371                    | $102.780                    | 8.176       | 3.232           |
|      | Foxborough            | CDP       | $36.239           | $61.771                    | $91.991                     | 5.206       | 2.388           |
| 21   | Norwood               | Town      | $35.997           | $73.838                    | $95.397                     | 28.483      | 11.559          |
| 22   | Weymouth              | Ciutat    | $35.939           | $68.594                    | $86.972                     | 53.565      | 22.543          |
|      | Massachusetts         | State     | $35.051           | $65.981                    | $83.371                     | 6.512.227   | 2.522.409       |
|      | Bellingham            | CDP       | $33.927           | $81.941                    | $87.606                     | 4.580       | 1.833           |
| 23   | Bellingham            | Town      | $33.170           | $83.534                    | $93.655                     | 16.165      | 5.879           |
| 24   | Quincy                | Ciutat    | $32.911           | $60.947                    | $77.231                     | 91.484      | 39.965          |
| 25   | Stoughton             | Town      | $32.363           | $68.191                    | $87.070                     | 26.893      | 10.455          |
| 26   | Avon                  | Town      | $31.304           | $72.880                    | $89.214                     | 4.341       | 1.609           |
| 27   | Holbrook              | Town      | $29.940           | $63.790                    | $76.568                     | 10.749      | 4.193           |
| 28   | Randolph              | Ciutat    | $29.210           | $64.465                    | $77.661                     | 31.867      | 12.041          |
|      | EUA                   | Federació | $27.915           | $52.762                    | $64.293                     | 306.603.772 | 114.761.359     |

### Creences religioses
| Afiliació religiosa al comtat de Norfolk      | Afiliació religiosa al comtat de Norfolk | Afiliació religiosa al comtat de Norfolk | Afiliació religiosa al comtat de Norfolk | Afiliació religiosa al comtat de Norfolk | Afiliació religiosa al comtat de Norfolk | Afiliació religiosa al comtat de Norfolk | Afiliació religiosa al comtat de Norfolk | Afiliació religiosa al comtat de Norfolk |
| Data                                          | 1980                                     | 1980                                     | 1990                                     | 1990                                     | 2000                                     | 2000                                     | 2010                                     | 2010                                     |
| Religió                                       | C∗                                       | A∗∗                                      | C                                        | A                                        | C                                        | A                                        | C                                        | A                                        |
| --------------------------------------------- | ---------------------------------------- | ---------------------------------------- | ---------------------------------------- | ---------------------------------------- | ---------------------------------------- | ---------------------------------------- | ---------------------------------------- | ---------------------------------------- |
| Anabaptistes (Mennonites)                     | n/a                                      | n/a                                      | 1                                        | 88                                       | 1                                        | 45                                       | n/a                                      | n/a                                      |
| bahaisme                                      | 0                                        | n/a                                      | 0                                        | n/a                                      | 2                                        | 180                                      | 1                                        | 198                                      |
| Baptistes                                     | 29                                       | 7.063                                    | 29                                       | 7.936                                    | 32                                       | 4.992                                    | 46                                       | 5.558                                    |
| Brethren                                      | 3                                        | 95                                       | 1                                        | 50                                       | 0                                        | n/a                                      | 0                                        | n/a                                      |
| Budisme                                       | n/a                                      | n/a                                      | n/a                                      | n/a                                      | 4                                        | n/a                                      | 7                                        | 1.653                                    |
| Catolicisme                                   | 64                                       | 304.137                                  | 63                                       | 336.797                                  | 63                                       | 380.930                                  | 52                                       | 355.321                                  |
| Mormons                                       | 1                                        | 432                                      | 2                                        | 648                                      | 5                                        | 1.150                                    | 4                                        | 1.262                                    |
| Congregacionalisme/ Església Unida de Crist   | 35                                       | 16.786                                   | 43                                       | 19.016                                   | 41                                       | 22.049                                   | 42                                       | 12.879                                   |
| Ciència Cristiana                             | n/a                                      | n/a                                      | 7                                        | 350                                      | n/a                                      | n/a                                      | 5                                        | n/a                                      |
| Episcopalians/anglicanisme                    | 31                                       | 17.955                                   | 30                                       | 12.905                                   | 31                                       | 12.778                                   | 33                                       | 11.016                                   |
| Hinduisme                                     | n/a                                      | n/a                                      | n/a                                      | n/a                                      | 6                                        | n/a                                      | 2                                        | 37                                       |
| Independent/sense denominació                 | n/a                                      | n/a                                      | 1                                        | 800                                      | n/a                                      | n/a                                      | 20                                       | 2.620                                    |
| Islam                                         | n/a                                      | n/a                                      | n/a                                      | n/a                                      | 2                                        | 3.782                                    | 3                                        | 4.616                                    |
| Jainisme                                      | n/a                                      | n/a                                      | n/a                                      | n/a                                      | 1                                        | n/a                                      | 1                                        | n/a                                      |
| Judaisme                                      | 20                                       | 8.258                                    | 41                                       | 37.123                                   | 41                                       | 38.300                                   | 20                                       | 19.709                                   |
| Luteranisme                                   | 13                                       | 4.629                                    | 10                                       | 2.843                                    | 8                                        | 2.593                                    | 8                                        | 2.227                                    |
| Metodisme/Moviment de la Santedat             | 25                                       | 7.937                                    | 21                                       | 7.114                                    | 24                                       | 7.097                                    | 23                                       | 5.667                                    |
| Judaisme messiànic                            | n/a                                      | n/a                                      | n/a                                      | n/a                                      | n/a                                      | n/a                                      | 1                                        | n/a                                      |
| Ortodòxia                                     | n/a                                      | n/a                                      | 3                                        | n/a                                      | 7                                        | 7.543                                    | 9                                        | 3.539                                    |
| Pentecostalisme                               | 5                                        | 945                                      | 5                                        | 1.382                                    | 12                                       | 2.540                                    | 17                                       | 2.485                                    |
| Presbiterianisme                              | 4                                        | 1.380                                    | 7                                        | 1.424                                    | 7                                        | 1.558                                    | 9                                        | 1.196                                    |
| Adventisme del Setè Dia/ Testimonis de Jehovà | 1                                        | 52                                       | 7                                        | 2.900                                    | 5                                        | 367                                      | 8                                        | 537                                      |
| Sikhisme                                      | n/a                                      | n/a                                      | n/a                                      | n/a                                      | 2                                        | n/a                                      | 1                                        | n/a                                      |
| Quàquers                                      | 1                                        | 192                                      | 1                                        | 190                                      | 2                                        | 106                                      | 2                                        | 224                                      |
| Unitarianisme-Universalisme                   | 18                                       | 4.719                                    | 17                                       | 4.591                                    | 17                                       | 2.644                                    | 17                                       | 3.102                                    |
| Zoroastrisme                                  | n/a                                      | n/a                                      | n/a                                      | n/a                                      | n/a                                      | n/a                                      | 0                                        | 16                                       |

∗congregacions, ∗∗ adherents

## Història
Un dels comtats originals de la Colònia de la Badia de Massachusetts creat el 10 de maig de 1643 es deia Norfolk, i no té relació amb l'actual comtat de Norfolk, ja que aquell cobria territori del que ara és Nou Hampshire, i fou abolit el 18 de setembre de 1679, quan el rei Carles II escindí la colònia de Nou Hampshire de la de Massachusetts.
Poc després que s'adoptés la Constitució de Massachusetts el 25 d'octubre de 1780, diverses ciutats del comtat de Suffolk, del qual llavors formava part Dedham, escolliren delegats per a una convenció on decidir polítiques relatives a la divisió del comtat.  La convenció es reuní a Gay's Tavern de Dedham el 12 de desembre de 1780 i va adoptar una resolució que establia que els towns de Bellingham, Dedham, Foxborough, Franklin, Medfield, Medway, Needham, Stoughton, Stoughtonham, Walpole i Wrentham, juntament amb els towns del comtat de Middlesex de Holliston, Hopkinton, Natick i Sherborn, s'havien de formar en un nou comtat amb Medfield com a shiretown.  el Gran Tribunal General no va veure la resolució amb bons ulls i no es creà cap nou comtat.
El comtat de Norfolk, Massachusetts, fou creat el 20 de juny de 1793. Al març s'aprovà una legislació que separava tots els towns del comtat de Suffolk llevat Boston i Chelsea (que en aquell moment incloïen el que ara són Revere i Winthrop). Dedham fou designada com la "ciutat del comtat". Hingham i Hull sol·licitaren romandre al comtat de Suffolk i el dia que la llei havia d'entrar en vigor, el seu trasllat al comtat de Norfolk fou derogat, convertint Cohasset en un exclavament. El 1803 foren transferits al comtat de Plymouth, Massachusetts.
El 22 de juny de 1797 el town de Natick fou transferit al comtat de Middlesex, i el town de Needham transferit de Middlesex a Norfolk. Els towns de Dorchester i Roxbury formaven part del comtat de Norfolk quan es creà, però, a mesura que Boston annexava cada town per etapes entre 1804 i 1912, retornaren al comtat de Suffolk, deixant Brookline separat de la resta del comtat de Norfolk. No s'han fet altres canvis al territori del comtat de Norfolk, llevat de la creació de noves municipalitats a la seva demarcació i petits ajustos de fronteres.
El comtat de Norfolk ha estat el lloc de naixement de quatre presidents dels Estats Units (John Adams, John Quincy Adams, John F. Kennedy i George Bush), cosa que li ha valgut el sobrenom de "Comtat dels Presidents."

## Política, govern i serveis públics
Com la resta de Massachusetts, el comtat de Norfolk és un bastió demòcrata pel que fa a les eleccions federals. El 1984 fou el darrer cop que es va votar per un candidat presidencial republicà, durant la victòria aclaparadora de Ronald Reagan en què va guanyar tots els estats excepte Minnesota.
Per contrast, al nivell estatal el comtat freqüentment dona suport a candidats governamentals republicans, havent-ho fet així llevat un cop entre 1990 i 2018.
| demòcrata      | 159.956 | 35,28%  |      |
| republicà      | 53.556  | 11,81%  |      |
| No inscrit     | 237.810 | 52,45%  |      |
| Partits menors | 2.054   | 0,45%   |      |
| Total          | Total   | 453.376 | 100% |

El comtat té oficines a Dedham Square. Gestiona el Centre Correccional del Comtat de Norfolk, el Registry of Deeds del Comtat de Norfolk i el Palau de Justícia del Comtat de Norfolk.

Hi ha hagut 21 xèrifs al comtat de Norfolk.
| Mandats      | Sheriff               |
| ------------ | --------------------- |
| 2021–Present | Patrick W. McDermott  |
| 2018–2021    | Jerome P. McDermott   |
| 1999–2018    | Michael G. Bellotti   |
| 1996–1999    | John H. Flood         |
| 1975–1996    | Clifford H. Marshall  |
| 1961–1975    | Charles Hedges        |
| 1958–1961    | Peter M. McCormack    |
| 1939–1958    | Samuel Wragg          |
| 1898–1939    | Samuel Capen          |
| 1885–1898    | Augustus B. Endicott  |
| 1878–1885    | Rufus Corbin Wood     |
| 1857–1878    | John W. Thomas        |
| 1853–1857    | Thomas Adams          |
| 1852–1853    | John W. Thomas        |
| 1848–1852    | Thomas Adams          |
| 1843–1848    | Jerauld N. E. Mann    |
| 1834–1843    | John Baker, II        |
| 1812–1834    | Elijah Crane          |
| 1811–1812    | William Brewer        |
| 1810–1811    | Elijah Crane          |
| 1798–1810    | Benjamin Clark Cutler |
| 1794–1798    | Atherton Thayer       |
| 1793–1794    | Ebeneezer Thayer      |

### Presons
Després de la creació del comtat, Gay's Tavern fou la seu d'una Cort de Sessions Generals el 25 d'agost de 1794 que ordenà que el comitè d'edificacions procedís amb la recollida de materials per a la construcció d'una presó.  L'últim dia de setembre, després d'aquesta ordre, la cort acceptà de Timothy Gay  el regal d'un terreny de planta de paral·lelogram per a construir-hi la presó del comtat de Norfolk al costat de la seva taverna.
Aquesta fou substituïda per una nova presó del comtat de Norfolk el 1817. L'edifici de pedra de dos pisos fou construït el 1817 i feia 81 metres quadrats. Part de la presó fou enderrocada el 1851 per a construir-hi una porció central octogonal i dues ales.  Va resultar un edifici amb forma de creu llatina i amb finestres d'estil neogòtic. Els tres nivells de cel·les s'irradiaven com radis des de la sala de guàrdia central. Hi va haver dos penjaments a la rotonda central: la de George C. Hersey el 8 d'agost de 1862 i la de James H. Costley el 25 de juny de 1875. 
Els reclusos foren allotjats a la presó fins al 1992, quan es va inaugurar el Centre Correccional del Comtat de Norfolk. Un tribunal n'ordenà el tancament després que 13 reclusos se n'escapessin el 1989.  Hi va haver almenys 27 evasions durant la història de la presó.
L'actual Centre Correccional del Comtat de Norfolk es troba a la mediana de la Ruta 128 a Dedham. El centre té 502 llits i entrà en funcionament el 1992.

### Jutjats
Després de la creació del comtat, el Tribunal de Primera Instància i el Tribunal de Sessions Generals de la Pau es van reunir per primer cop a Dedham's meetinghouse.  Nathaniel Ames fou elegit secretari d'ambdós i es van reunir per primer cop el 23 de setembre. 
Quan el tribunal es va reunir el 7 de gener de 1794, feia tant fred a l'edifici, ja que no tenia calefacció, que es van traslladar a la Woodward Tavern, a l'altra banda del carrer.  L'església anglicana de la ciutat també havia ofert el seu edifici, però estava en tan mal estat que l'oferta no va ser acceptada.  La First Church and Parish in Dedham va oferir llavors un terreny a Little Common, i es va ordenar la construcció d'un nou jutjat.  Tanmateix la construcció fou lenta i els retards van frustrar Ames. 
El 1794 el tribunal encara se celebrava les seves sessions a meetinghouse, acabant-se al 1795 el nou palau de justícia.   Tanmateix, es va trobar que era massa petit, i els sostres eren tan baixos que ofegaven la gent a les sales del jutjat.  el 1795 es contractà a Charles Bulfinch per que dissenyès una torreta per a l'edifici i Paul Revere rebé l'encàrrec de fondre una campana. 
Quan ja no hi havia dubtes que el Palau de Justícia era obsolet, els Comissionats del Comtat n'ordenaren la construcció d'un de nou.  En un principi buscaven un edifici utilitari que fos ignífug i segur per emmagatzemar documents importants.  Els impulsors locals, però, volien un edifici que s'alineés amb la imatge que la ciutat tenia de si mateixa, que estava millorant ràpidament. 
Compraren el terreny per al jutjat, davant del que hi havia, a Frances Ames per 1.200 dòlars.   Tanmateix, Ames, més tard, es va negar a vendre el solar de l'est a un preu de venda de 400 dòlars.  El 4 de juliol del 1825, acompanyant la col·locació de la primera pedra, es feren cerimònies maçòniques, tocs de campanes i canonades.  El 1827 es vengué en subhasta pública l'antic jutjat. 
El nou edifici fou dissenyat per Solomon Willard   i inaugurat el 20 de febrer del 1827.   Era una estructura rectangular bàsica amb parets de granit, de 14,5 m per 37,5 m i dos pisos d'alçada,  amb pòrtics de temple grec a cada extrem.   Cada pòrtic de 3 metres estava sostingut per quatre pilars dòrics.  Una campana feta per Paul Revere fou traslladada del vell jutjat al nou pòrtic nord, on es feia sonar el repicar per a anunciar les sessions judicials.  
L'interior tenia un vestíbul pavimentat amb maó que travessava el centre.  A la banda est hi havia les oficines del Tresorer del Comtat i del Secretari Judicial.  Al costat oest hi havia el Registry of Deeds i el Probate Court.  La sala del jutjat era al pis de dalt i tenia un sostre amb volta.  El xèrif suprem tenia un escriptori a l'habitació. 
Des de fora era un edifici atractiu, però no era un lloc còmode per a treballar-hi.  L'aigua provenia d'un pou del carrer Court, i no tenia un sistema de calefacció adequat.  Un empleat es va queixar que era "erm i desproveït de totes les comoditats, exigides per a la salut, el confort i la decència".  El 1846 es va instal·lar una tanca de ferro perimetral.

### Registry of Deeds
| Mandats      | Register of Deeds    |
| ------------ | -------------------- |
| Des del 2002 | William P. O'Donnell |
| 2001-2002    | Paul D. Harold       |
| 1970-2001    | Barry T. Hannon      |
| 1947-1970    | L. Thomas Shine      |
| 1917-1947    | Walter W. Chambers   |
| 1916-1917    | Edward L. Burdakin   |
| 1874-1916    | Joan H. Burdakin     |
| 1861-1874    | Jayme Foord          |
| 1821-1861    | Enos Foord           |
| 1813-1821    | James Foord          |
| 1793-1813    | Eliphalet Pond, Jr.  |

El Registre estava originalment ubicat en una de les habitacions del primer pis de la casa d'Eliphalet Pond, el primer registrador, al número 963 del carrer Washington de Dedham. Hi havia un rètol clavat a un arbre davant del carrer informant al públic de la seva ubicació. Més tard es va traslladar al jutjat original del comtat de Norfolk i hi va romandre durant unes tres dècades. Quan es construí el nou jutjat del comtat de Norfolk el 1827, l'oficina central, a la banda oest del nivell inferior, s'usà per al Registre.  Quan cresqué la població del comtat i augmentaren les transaccions immobiliàries, es construí un nou edifici per al Registre a l'altra banda del carrer, al número 649 de High Street. Es contractà l'empresa de Boston Peabody & Stearnsper a dissenyar l'actual Registry of Deeds, construït el 1905. El cos principal de l'edifici mesura 15,7 metres per 57,8 metres, té dos pisos d'alçada amb una teulada a quatre vessants de coure i està construïda amb pedra calcària d'Indiana amb detalls de granit de Deer Isle, Maine.

### Educació pública
Els districtes escolars inclouen:
K-12:
- Avon School District
- Bellingham School District
- Braintree School District
- Brookline School District
- Canton School District
- Cohasset School District
- Dedham School District
- Foxborough School District
- Franklin School District
- Holbrook School District
- Medfield School District
- Medway School District
- Millis School District
- Milton School District
- Needham School District
- Norwood School District
- Quincy School District
- Randolph School District
- Sharon School District
- Stoughton School District
- Walpole School District
- Wellesley School District
- Westwood School District
- Weymouth School District

Secundària
- Dover-Sherborn School District
- King Philip School District

Primària
- Dover School District
- Norfolk School District

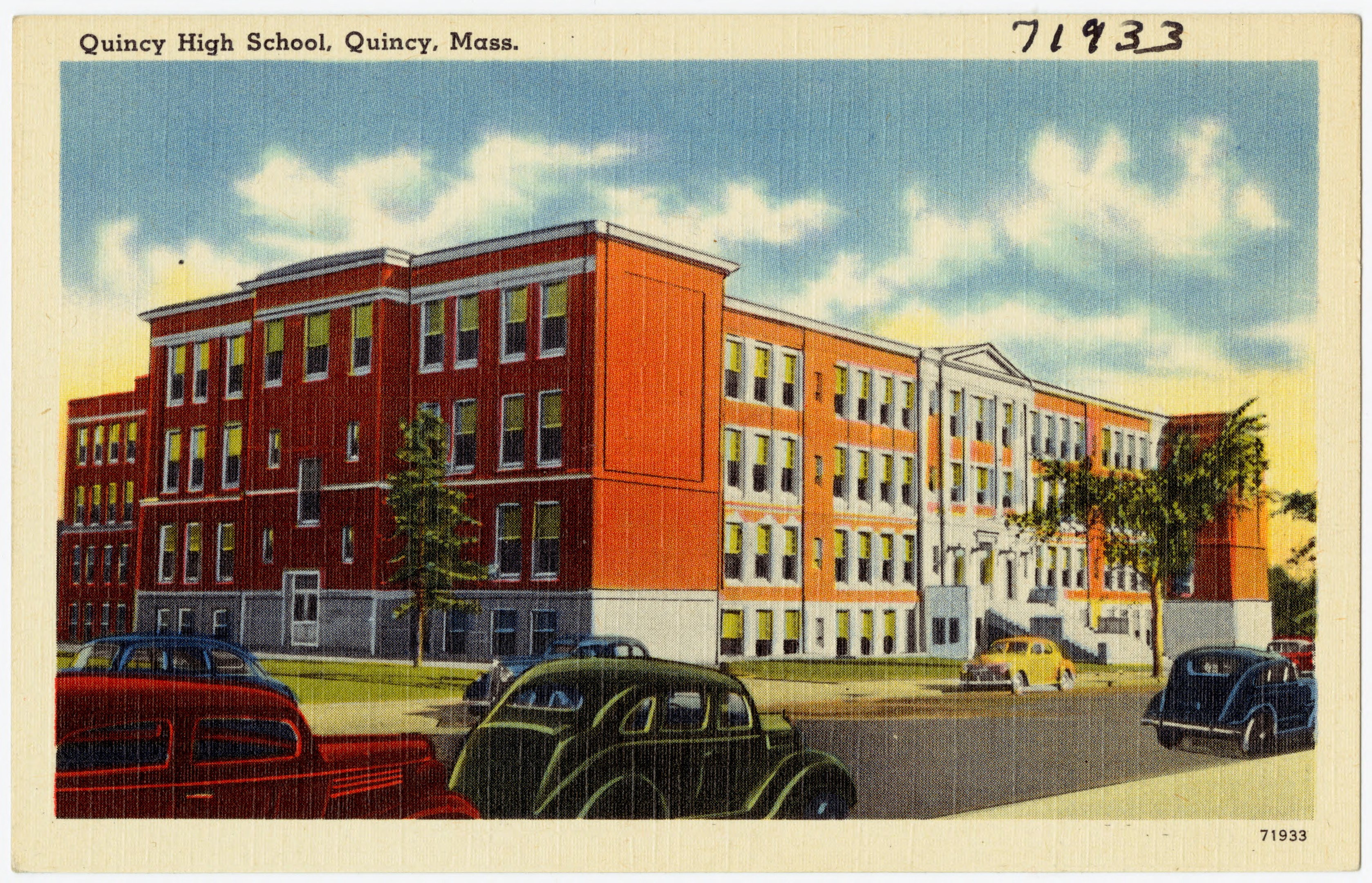
Postal de l'institut de Quincy, cap a la dècada del 1930

- Districte escolar de Plainville School District

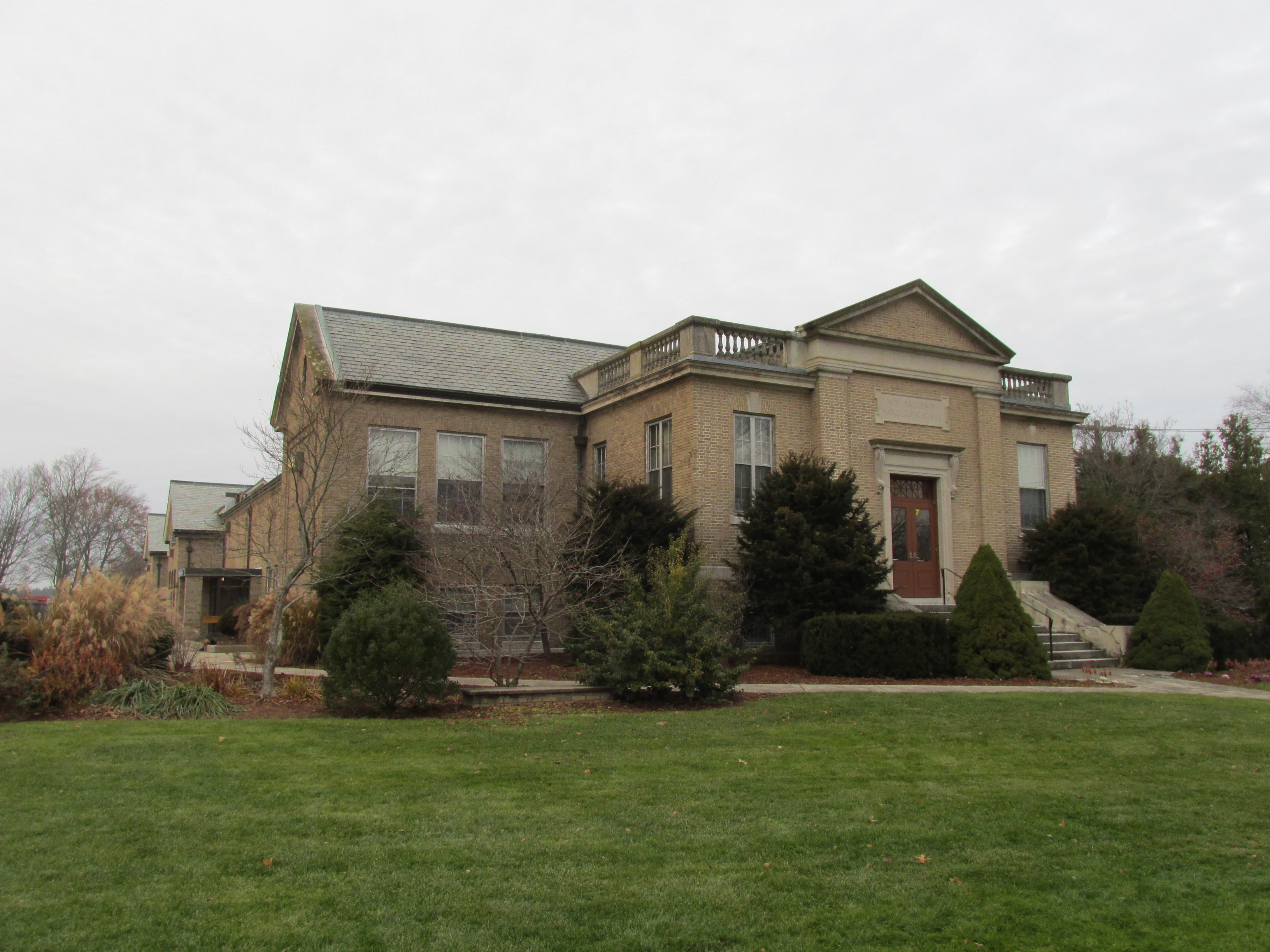
Escola secundària agrícola del comtat de Norfolk, a Walpole, vista el 2012

- Wrentham School District

Escoles secundàries professionals regionals
- Blue Hills Regional Technical
- Norfolk County Agricultural]]
- Tri-County Regional Vocational Technical

## Obres citades
- Clarke, Wm. Horatio. Mid-Century Memories of Dedham, 1903.
- Cook, Louis Atwood. History of Norfolk County, Massachusetts, 1622-1918.  S.J. Clarke publishing Company, 1918.
- Dedham Historical Society. Dedham.  Arcadia Publishing, 2001. ISBN 978-0-7385-0944-0.
- Hanson, Robert Brand. Dedham, Massachusetts, 1635-1890.  Dedham Historical Society, 1976.
- Parr, James L. Dedham: Historic and Heroic Tales from Shiretown.  Arcadia Publishing Incorporated, 1 October 2009. ISBN 978-1-62584-277-0.